# Muidumbe (distrito)
Muidumbe é um distrito da província de Cabo Delgado, em Moçambique, com sede na povoação de Namacande para onde foi mudada em Janeiro de 2015 da povoação de Muambula. Tem limite, a norte e leste com o distrito de Mocímboa da Praia, Norte e a Oeste com o distrito de Mueda, a sul com o distrito de Meluco e a sul e leste com o distrito de Macomia. 

## Demografia
Em 2007, o Censo indicou uma população de 72 840. Com uma área de 1987  km², a densidade populacional chegava aos 36,66 habitantes por km².
De acordo com o Censo de 1997, o distrito tinha 63 820 habitantes, daqui resultando uma densidade populacional de 32,1 habitantes por km².
A população registada no último censo representa um aumento de 14,1% em relação aos 63 820 habitantes contabilizados no Censo de 1997.

## História
O distrito foi criado em 25 de Julho de 1986, no seguimento de uma reorganização administrativa. Anteriormente era um posto administrativo do distrito de Mueda.

## Divisão administrativa
O distrito está dividido em três postos administrativos, (Chitunda, Miteda e Muidumbe), compostos pelas seguintes localidades:
- Posto Administrativo de Chitunda:
  - Chitunda
  - Mienguelewa
- Posto Administrativo de Miteda:
  - Miteda
  - Muatide

Posto Administrativo de Muidumbe:
- - Mapate
  - Muidumbe
  - Namacande
  - Nampanha